# Маркс, Вернер
Вернер Маркс (нем. Werner Marcks; 17 июля 1896 — 28 июля 1967) — немецкий офицер, участник Первой и Второй мировых войн, генерал-лейтенант, кавалер Рыцарского креста с Дубовыми листьями.

## Первая мировая война
1 августа 1914 года поступил на военную службу фанен-юнкером (кандидат в офицеры), в фузилерский полк. С июля 1915 — лейтенант. Командовал взводом, ротой, затем адъютант батальона, полка. За время войны награждён Железными крестами обеих степеней. Был ранен.

## Между мировыми войнами
Продолжил службу в рейхсвере, в кавалерии. К началу Второй мировой войны — командир противотанкового батальона, майор.

## Вторая мировая война
В сентябре-октябре 1939 года участвовал в Польской кампании. Награждён планками к Железным крестам (повторное награждение). С января 1940 — подполковник.
В мае-июне 1940 года участвовал во Французской кампании.
С 22 июня 1941 года участвовал в германо-советской войне (командир стрелкового батальона). В декабре 1941 года награждён Золотым Немецким крестом.
В январе 1942 года отправлен в Африку, командиром стрелкового полка. В феврале 1942 награждён Рыцарским крестом. С июня 1942 — полковник. В сентябре 1942 — тяжело ранен, эвакуирован в Германию.
В 1943 году — инспектор в штабе танковых войск.
С февраля 1944 года — командир 1-й танковой дивизии, участвует в боях на западной Украине. С апреля 1944 — генерал-майор. В сентябре 1944 награждён Дубовыми листьями к Рыцарскому кресту.
С февраля 1945 года — командир 21-й танковой дивизии, участвует в боях на реке Одер. С 20 апреля 1945 — генерал-лейтенант. В мае 1945 взят в советский плен.

## После войны
Отпущен из советского плена в октябре 1955 года.